# Trofeo Villa de Madrid
A Trofeo Villa de Madrid egy már megszűnt barátságos labdarúgókupa-sorozat. A tornát az Atlético de Madrid szervezte, 1973 és 2003 között rendezték meg, kivéve 1999-et és 2001-et.
A legsikeresebb csapat a szervező Atlético volt, rajta kívül többszörös győztesnek csak az AC Milan vallhatja magát, az olasz csapat háromszor hódította el a serleget.
A torna lebonyolítása eredetileg kieséses rendszerben történt, az utolsó években azonban már csak egy mérkőzés döntötte el a győztes sorsát.

## A győztesek
| Év   | Győztes            | Második             | Eredmény             |
| ---- | ------------------ | ------------------- | -------------------- |
| 1973 | AC Milan           | Partizan Beograd    | 2-1                  |
| 1974 | Atlético de Madrid | Újpesti Dózsa       | 1-0                  |
| 1975 | Atlético de Madrid | FK Torpedo Moszkva  | 2-1                  |
| 1976 | Atlético de Madrid | Athletic Club       | 1-0                  |
| 1977 | AC Milan           | América RJ          | 3-2                  |
| 1978 | CA River Plate     | Atlético de Madrid  | 0-0, tizenegyesekkel |
| 1979 | VfB Stuttgart      | Grasshoppers        | 1-0                  |
| 1980 | Atlético de Madrid | Ajax                | 1-1, tizenegyesekkel |
| 1981 | CA Independiente   | Sel. N.de Honduras  | 1-0                  |
| 1982 | Borussia Dortmund  | Atlético de Madrid  | 2-0                  |
| 1983 | Atlético de Madrid | Sevilla FC          | 2-1                  |
| 1984 | PSV Eindhoven      | Atlético de Madrid  | körmérkőzés          |
| 1985 | Atlético de Madrid | Gremio Porto Alegre | 2-0                  |
| 1986 | Atlético de Madrid | CR Flamengo         | 3-2                  |
| 1987 | Liverpool FC       | Atlético de Madrid  | 1-0                  |
| 1988 | SV Werder Bremen   | Atlético de Madrid  | 1-0                  |
| 1989 | Atlético de Madrid | FC Dinamo Bucureşti | körmérkőzés          |
| 1990 | Atlético de Madrid | Crvena zvezda       | 3-2                  |
| 1991 | AC Milan           | Atlético de Madrid  | 1-1, tizenegyesekkel |
| 1992 | Atlético de Madrid | São Paulo FC        | 2-0                  |
| 1993 | Atlético de Madrid | CR Vasco da Gama    | körmérkőzés          |
| 1994 | Atlético de Madrid | 1. FC Köln          | 5-1                  |
| 1995 | Atlético de Madrid | Newell’s Old Boys   | 3-1                  |
| 1996 | Atlético de Madrid | Crvena zvezda       | 5-0                  |
| 1997 | Atlético de Madrid | Internazionale      | 1-0                  |
| 1998 | Atlético de Madrid | SS Lazio            | 3-0                  |
| 2000 | Atlético de Madrid | CR Flamengo         | 3-1                  |
| 2002 | AC ChievoVerona    | Atlético de Madrid  | 4-2                  |
| 2003 | Atlético de Madrid | CA Boca Juniors     | 1-0                  |

## Legsikeresebb csapatok
| Ország | Csapat             | Sikerek |
| ------ | ------------------ | ------- |
| ESP    | Atlético de Madrid | 18      |
| ITA    | AC Milan           | 3       |
| GER    | Borussia Dortmund  | 1       |
| ITA    | AC ChievoVerona    | 1       |
| ARG    | CA Independiente   | 1       |
| ENG    | Liverpool FC       | 1       |
| GER    | SV Werder Bremen   | 1       |
| NED    | PSV Eindhoven      | 1       |
| ARG    | CA River Plate     | 1       |
| GER    | VfB Stuttgart      | 1       |

## Külső hivatkozások
- RSSSF